# Albrecht Bruntálský z Vrbna
Albrecht Eusebius starší Bruntálský z Vrbna (německy Albrecht Eusebius von Wrbna-Freudenthal, † asi 1597) byl moravský šlechtic ze slezské linie rodu Bruntálských z Vrbna. Žil v 16. století a byl zakladatelem slezské hraběcí linie Bruntálských z Vrbna, která vyhasla v roce 1757.

## Život
Narodil se jako syn Štěpána Jiřího z Vrbna (asi 1490–1567) a jeho manželky Markéty (podle jiných pramenů Marty) ze Žerotína, dcery Jana ze Žerotína († 1530) a Heleny, rozené z Ludanic († 1532). Měl několik sourozenců: bratry Jana, Václava, Bernarta, Karla a Bartoloměje a nevlastní sestry Kateřinu, Rebeku a Barboru. 
Existuje měděná medaile s rodovým erbem a nápisem:Reitpfenig. Herrn – Albrecht. na líci a rodovým erbem a nápisem: IUNGERN. Hern. v. Wirben. a. Herlitz na rubu. Medaile je vyobrazena v pojednání „Beschreibung der bisher bekannten böhmischen Privatmünzen und Medaillen“ (Praha 1852, 4°.) Tafel LXXVI, Nr. 649 autora Jindřicha Otakara Miltnera. 

### Manželství a rodina
Albrecht Bruntálský z Vrbna byl dvakrát ženatý, poprvé s Ludmilou Bělíkovou z Kornic (asi 1464–1584), s níž měl syny Štěpána, Jana mladšího a Jana Bernarta. Po smrti první manželky se oženil podruhé, s Annou Tvorkovskou z Kravař († 1635), která byla předtím provdaná za Albrechtova příbuzného, Albrechta mladšího.